# Puch 500
A Puch 500 a Puch-Werke (a Steyr-Daimler-Puch AG csoportvállalata Grazban) kisautója volt, amelyet Ausztriában a népnyelv Pucherlnek, Stájerországban pedig Puchschammerlnek nevezett. 

## Általános leírása
1957-ben bevezették a Steyr-Puch 500 Fiat modellt. A költségek miatt a vállalat nem gyártott saját kocsiszekrényt, hanem a Fiat Nuova 500 karosszériáját vette át. Az Erich Ledwinka által kifejlesztett, körülbelül 16 lóerős bokszermotor akkoriban megfelelt az elvárásoknak. A Steyr-Puch egyértelműen felülmúlta a Fiat 500-ast, annak soros motorjával szemben, azonos üzemanyag-fogyasztás mellett simább futást biztosított. A sebességváltó eleinte teljesen szinkronizált volt, ami szintén előremutató és előnyös volt a hegyvidéki utakon. A Fiat azonban a dobfékek területén 18%-kal hatásosabb volt. Ennek a modellnek a kabrióváltozata elsősorban mint potenciális vásárlókat a motorkerékpárosokat célozta meg. 
A következő modellek készültek: 
| Típus         | Építési időszak | Hengerszám, motortípus | Lökettérfogat | Teljesítmény        |
| ------------- | --------------- | ---------------------- | ------------- | ------------------- |
| 500           | 1957–1959       | 2, bokszer             | 493 cm³       | 16 LE (12 kW)       |
| 500 D         | 1959–1967       | 2, bokszer             | 493 cm³       | 16 LE (12 kW)       |
| 500 DL        | 1959–1962       | 2, bokszer             | 493 cm³       | 20 LE (15 kW)       |
| 700 C (kombi) | 1960–1968       | 2, bokszer             | 643 cm³       | 25 LE (18 kW)       |
| 700 E (kombi) | 1962–1964       | 2, bokszer             | 643 cm³       | 20 LE (15 kW)       |
| 650 T         | 1962–1969       | 2, bokszer             | 643 cm³       | 20 LE (15 kW)       |
| 650 TR        | 1964–1966/69    | 2, bokszer             | 660 cm³       | 27/30 LE (20/22 kW) |
| 650 TR II     | 1965–1969       | 2, bokszer             | 660 cm³       | 34/41 LE (25/30 kW) |
| 500 S         | 1968–1969/74    | 2, bokszer             | 493 cm³       | 16/20 LE (12/15 kW) |
| 126           | 1973–1975       | 2, bokszer             | 643 cm³       | 25 LE (18 kW)       |

1959-től az egész karosszériát, beleértve a tetőt is, a Fiattól vette át (Puch 500 D). 1969-ben a teljes technológiát a Fiat sebességváltójával és a Puch motorjával valósították meg. 1973-tól a Fiat 126 utódtípusát, a Fiat Nuova 500-ast szintén bokszermotorokkal szerelték fel.

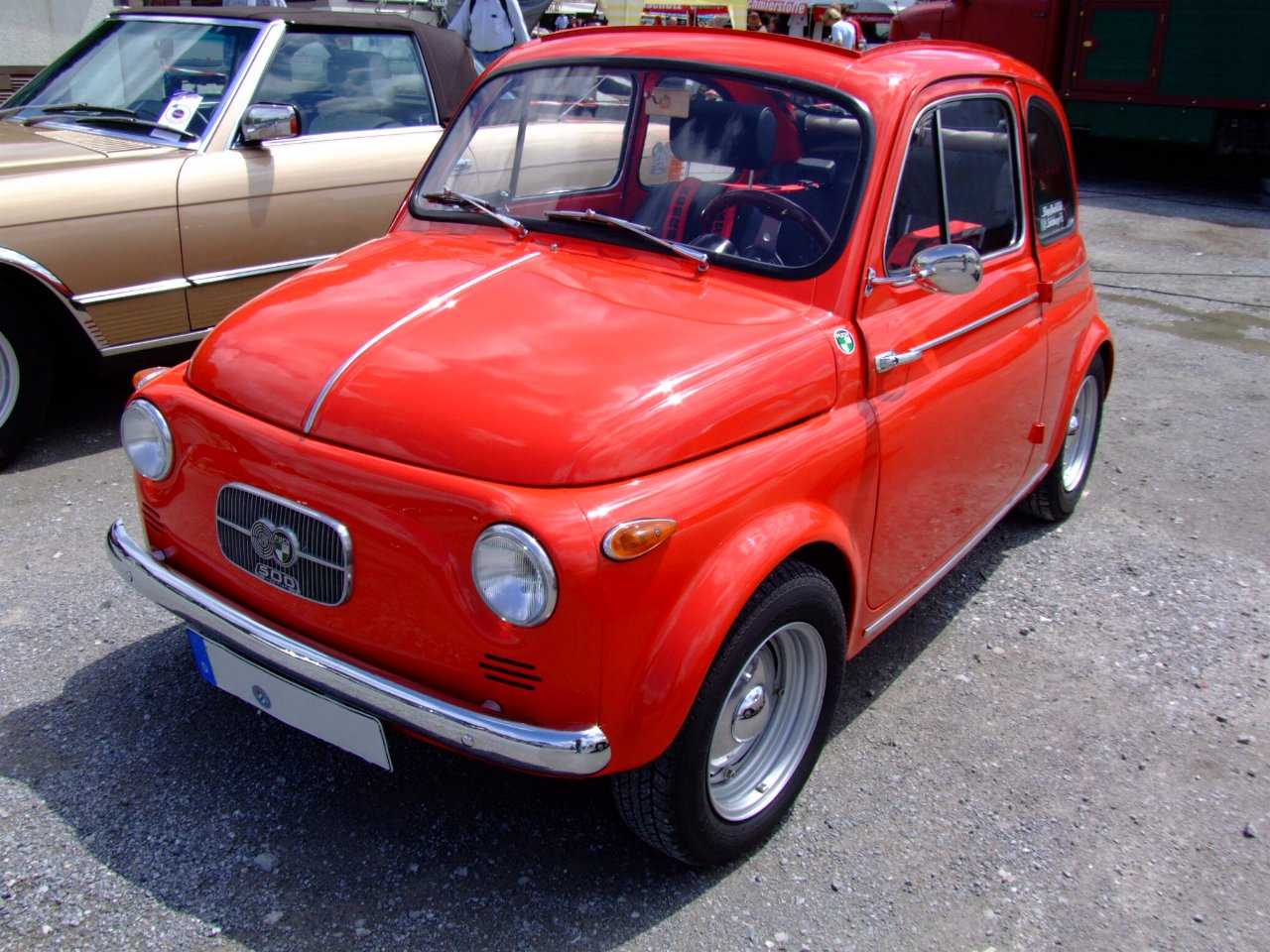
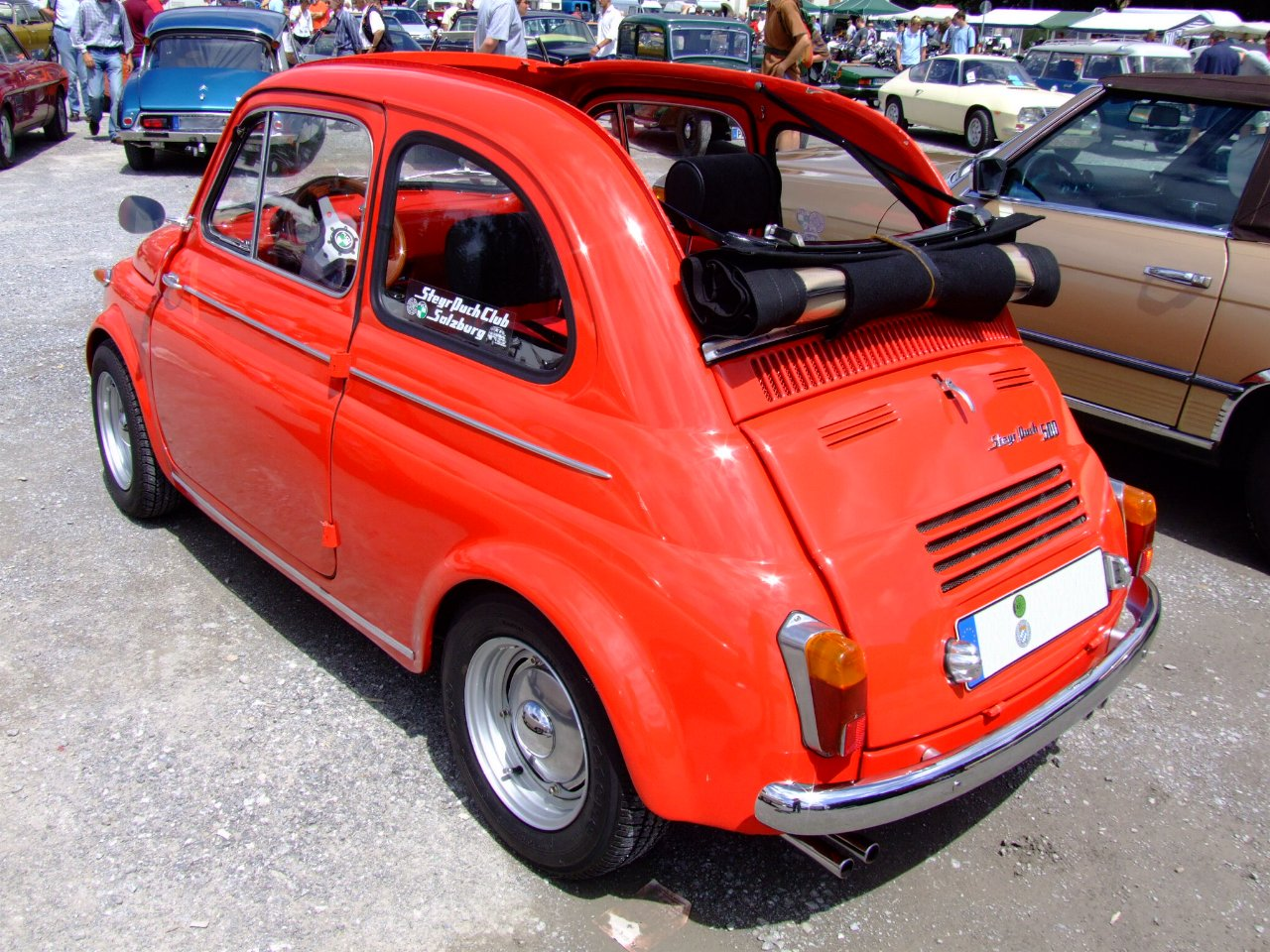
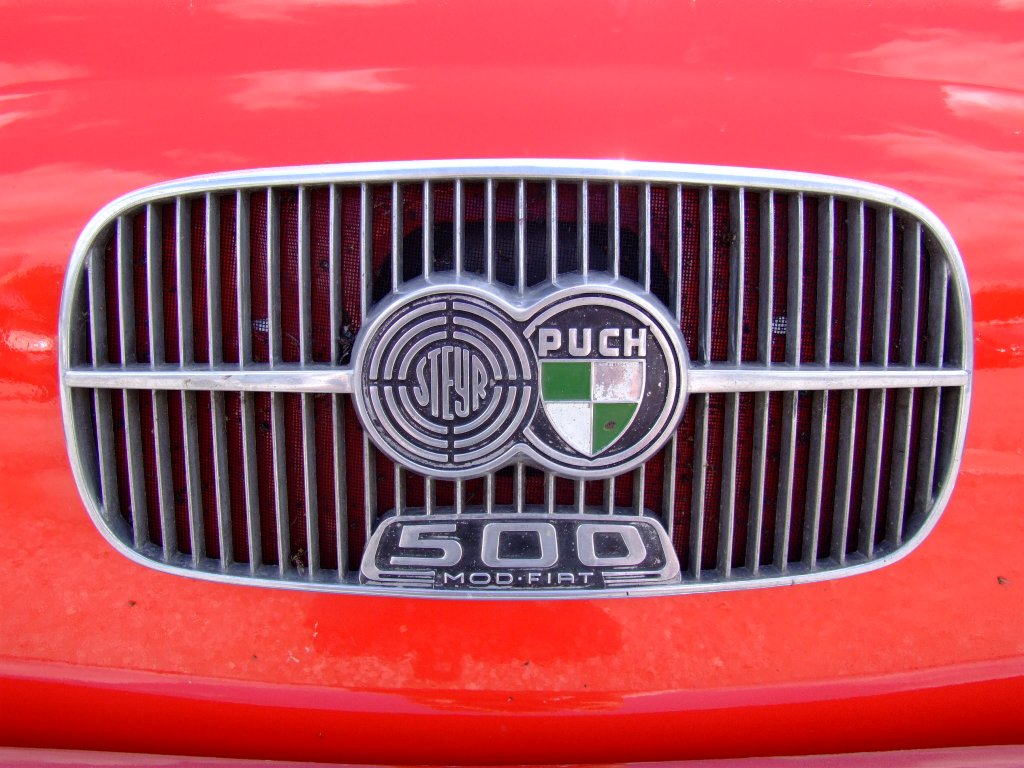
Puch 500 dummy grill (léghűtéses bokszerfarmotorral)
A Puch-Schammerls története a Fiat 126 karosszériával ért véget, amelybe grazi motort szereltek
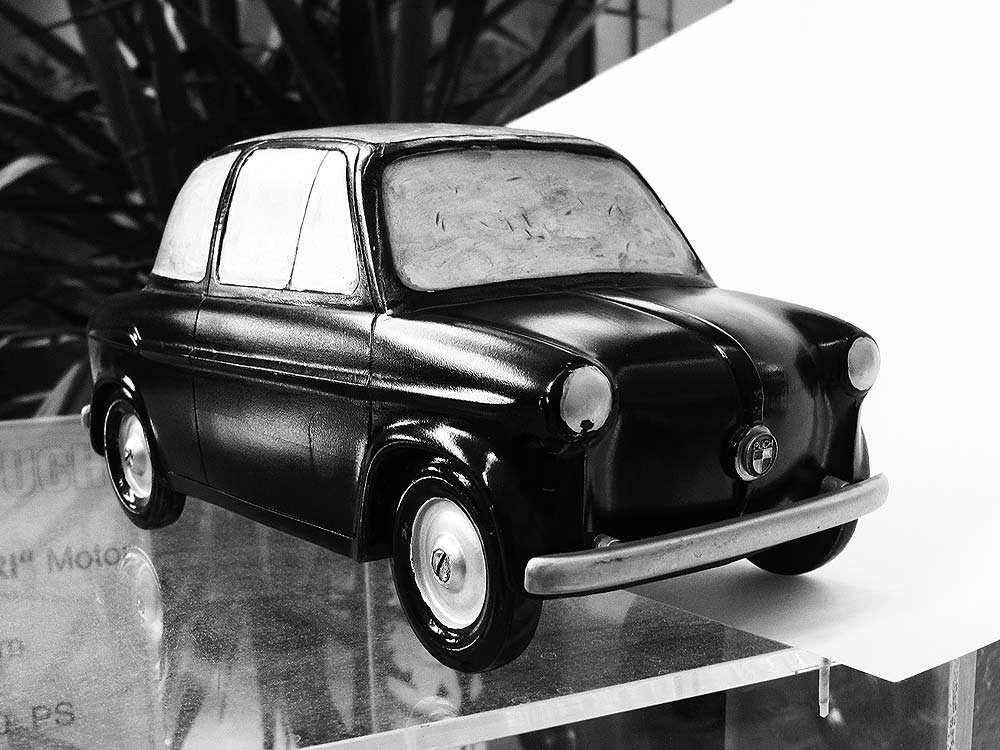
Motorburkolat az U3 prototípusból (famodell a Johann Puch Múzeumban)
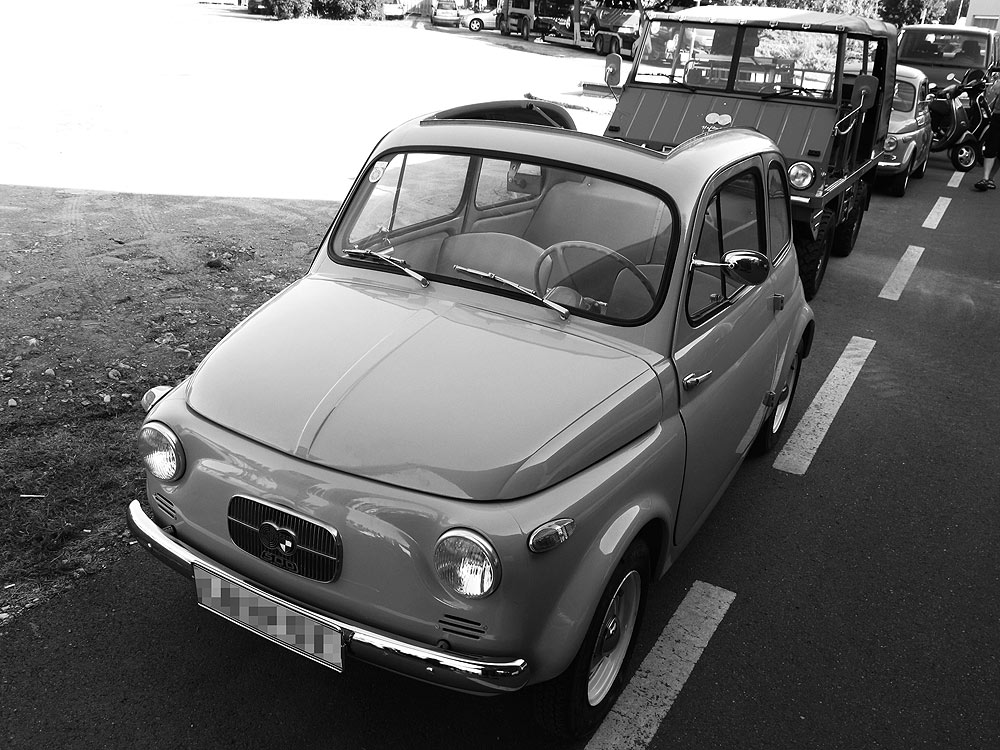
Az ovális elülső emblémát („aknafedél”) 1959-ben a „madár” váltotta fel
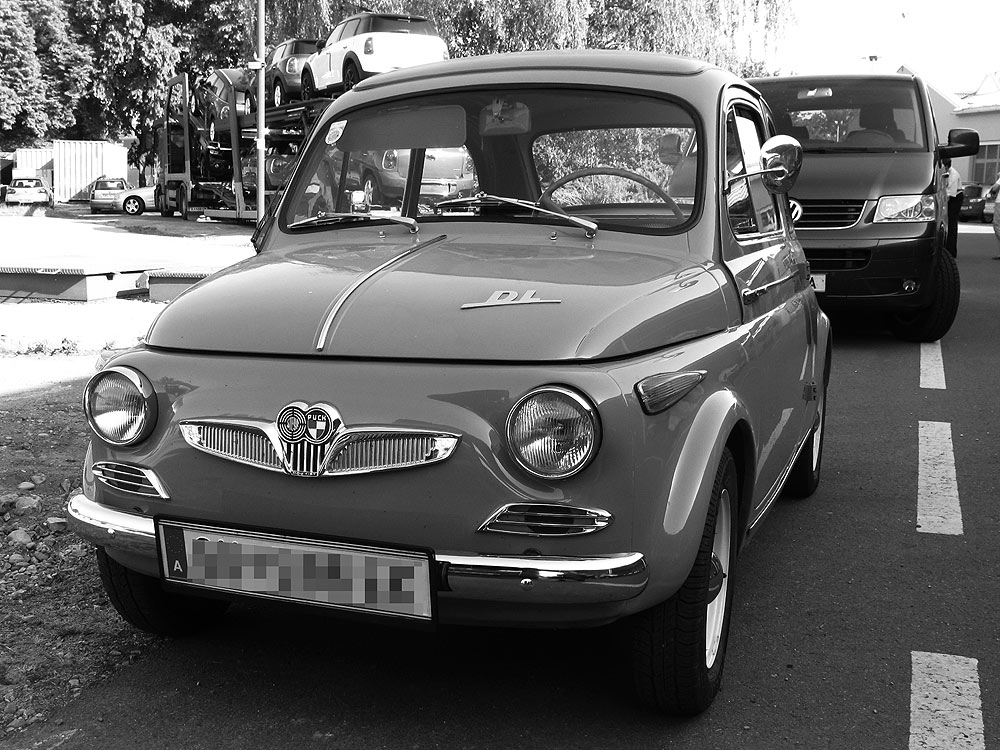
„Madár” az „aknafedél” helyett az elején, az acél tetőn és a krómozott burkolaton, 500 DL-ként (tető, de luxe)

A kisautó eladása sikeres volt, az 1957 és 1975 között gyártott közel 60 000 járműből sokat Ausztrián kívül adtak el, többséget Németországba, és a Fiat engedélyezési záradéka ellenére csak egy-egy darab ment Japánba, Guatemalàba és az Amerikai Egyesült Államokba. A finn haszongépjármű-gyártó, a Suomen Autoteollisuus (amely hosszú ideje importált autókat) szintén Steyr-Puch kisautókat hozott be Finnországba.

## Motorsport
A 650 TR II típusú jármű akkoriban a FIA 2-700-as csoportjában, azonos köbcentivel, és a motor kialakítása miatt értékesebb volt, mint Abarth versenytársa. Az egyik legfontosabb esemény 1966-ban a lengyel Sobiesław Zasada 2. csoportos turistaautóinak Európa rally-bajnoki címe volt.

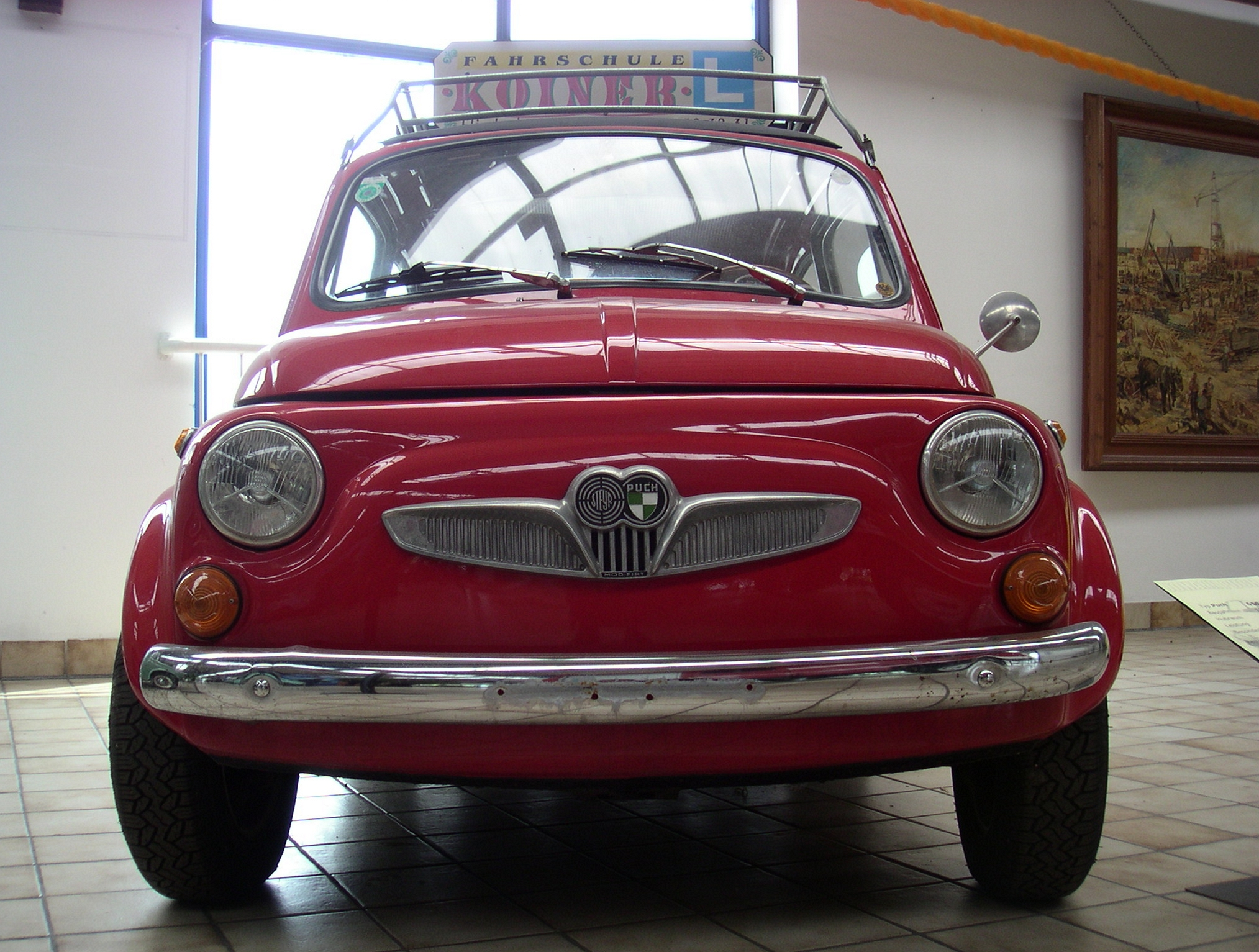
Steyr-Puch 650 TR, 1963-ban épült, Johann Puch Múzeum, Graz
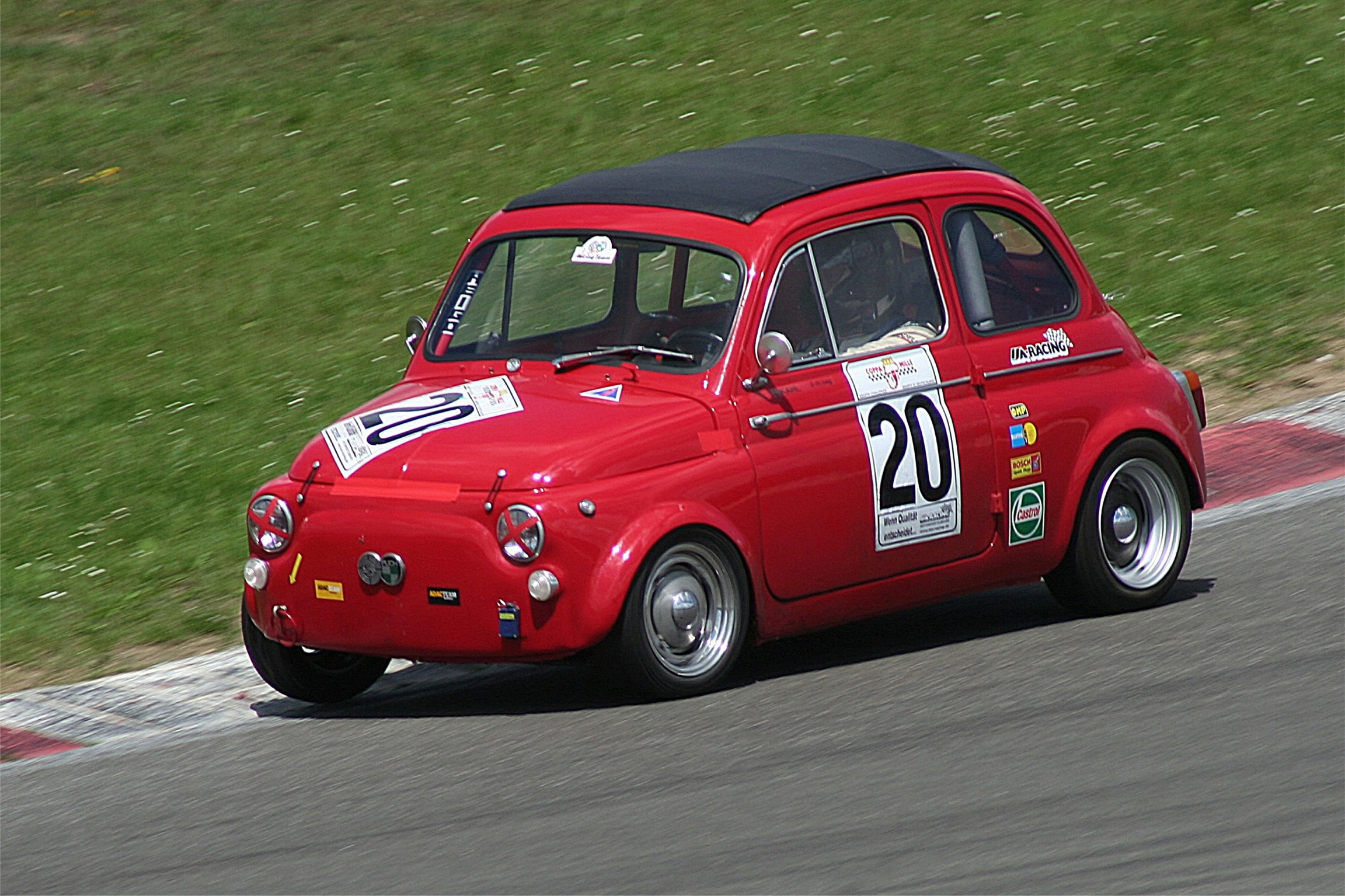
Steyr-Puch 650 TR (1964), a DAMC 05 Nürburgring Oldtimer Fesztiválon

## Gyűjtemények és tartozékok
A nippek, játékszerek és mindennapi tárgyak mint gyűjtőhelyre a Fiat Nuova 500-asra dominálnak, amely – szinte ugyanazzal a karosszériával – hosszabb ideig, nagyobb mennyiségben és nagyobb választékban volt a piacon. A Puch által egyértelműen azonosítható gyűjthető tárgyak egyre népszerűbbek.

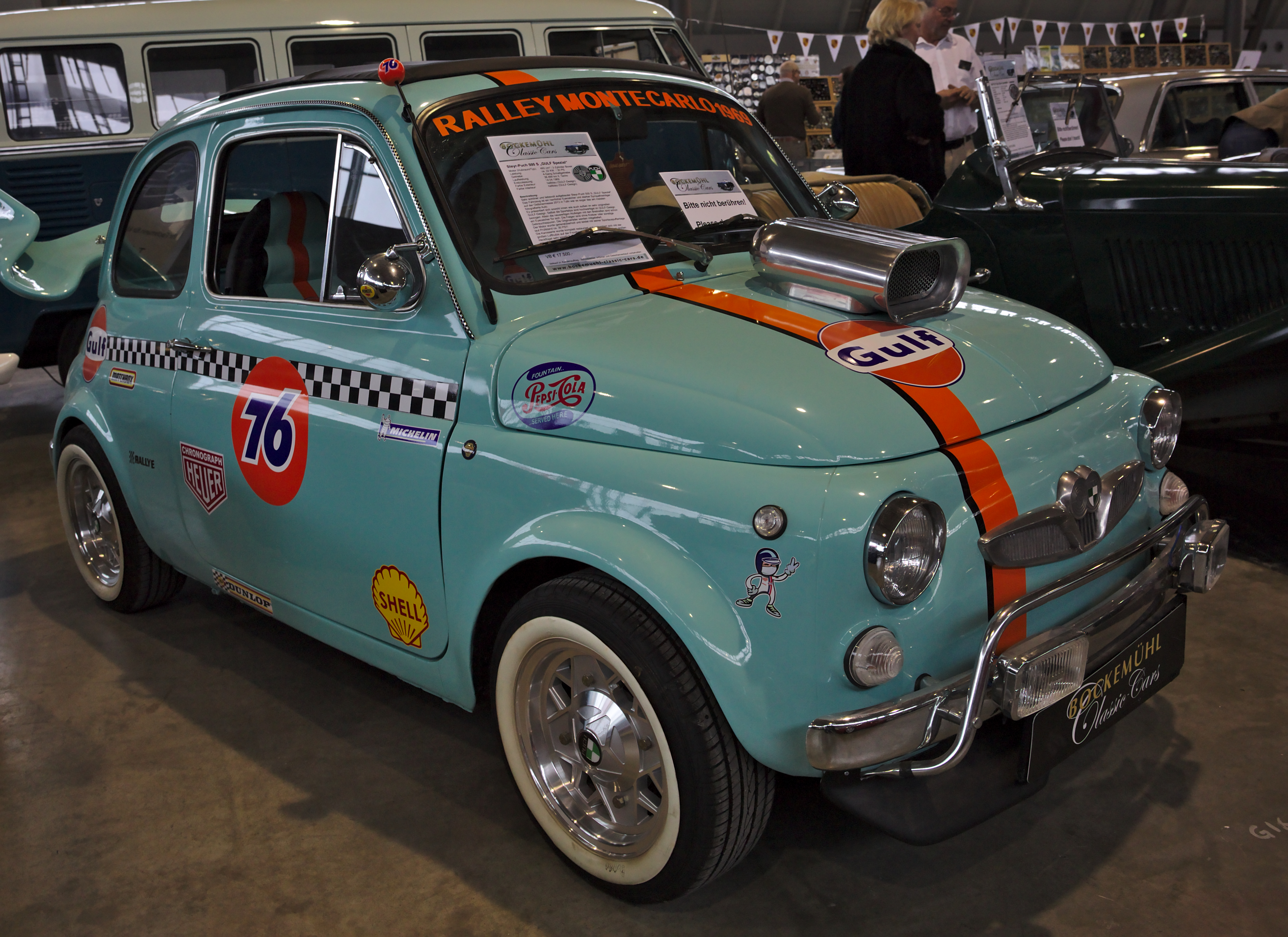
Ez a Puch 500 S "Gulf-Spezial" a veteránautós vásárokon gyakran fényképezett jármű
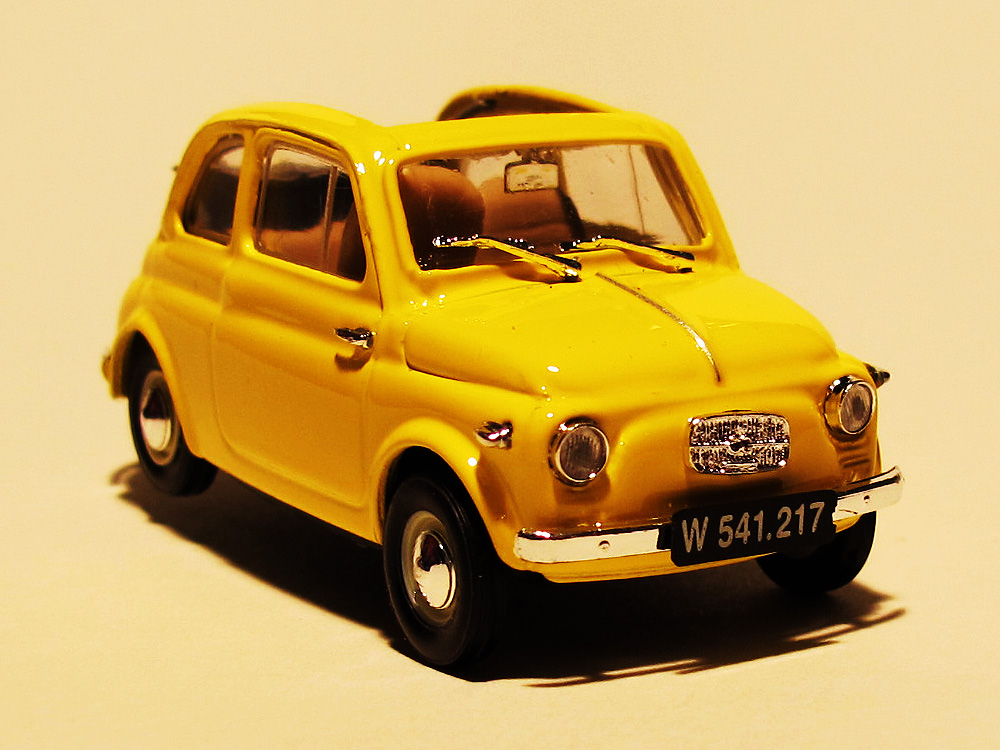
Ennek az 1:43 méretarányú modellnek korai „aknafedél” volt első emblémája, ám ez a festék gyárilag nem volt elérhető
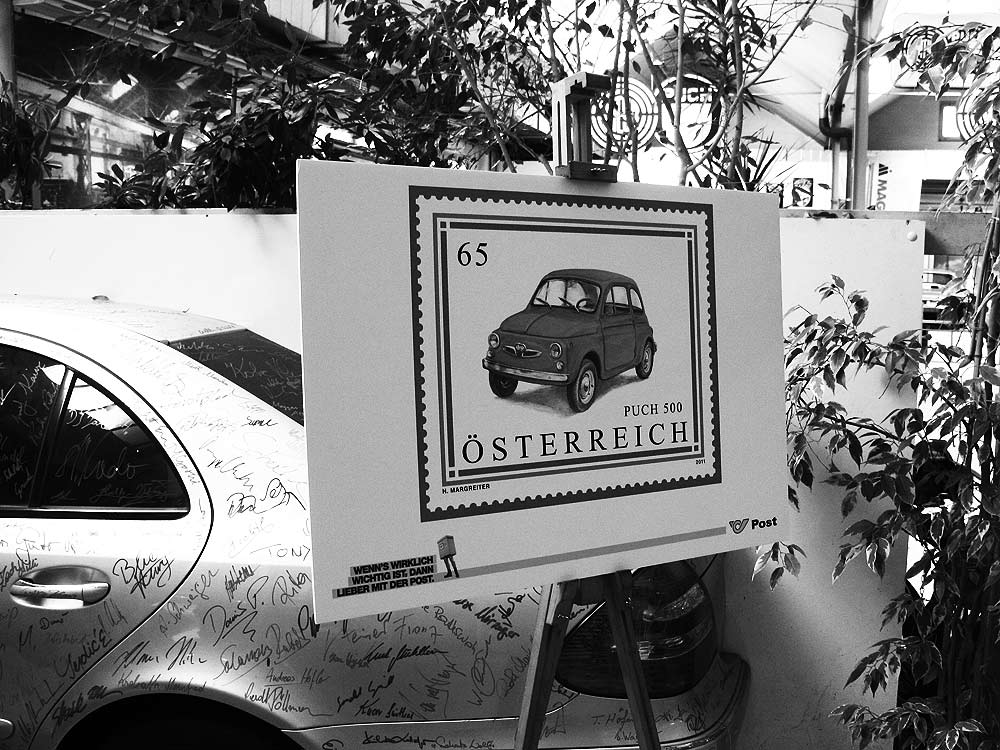
Néhány évvel az 50. évforduló után bélyegző került a kiadásra a Steyr-Puch 500-on (első nap: 2012. március 17.)
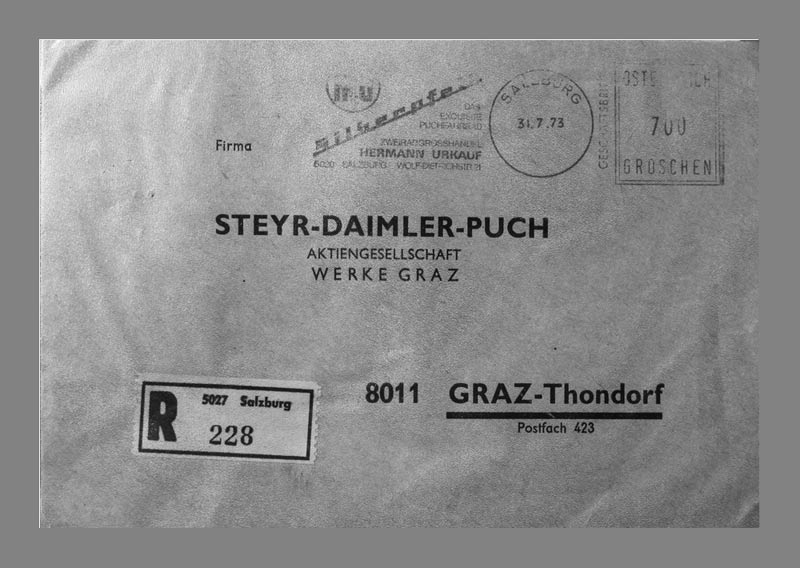
Egykor árucikk, ma gyűjtőcikk: egy 1973. július 31-én Salzburgban feladott postai borítékkal ellátott munkalevél

## Érdekességek

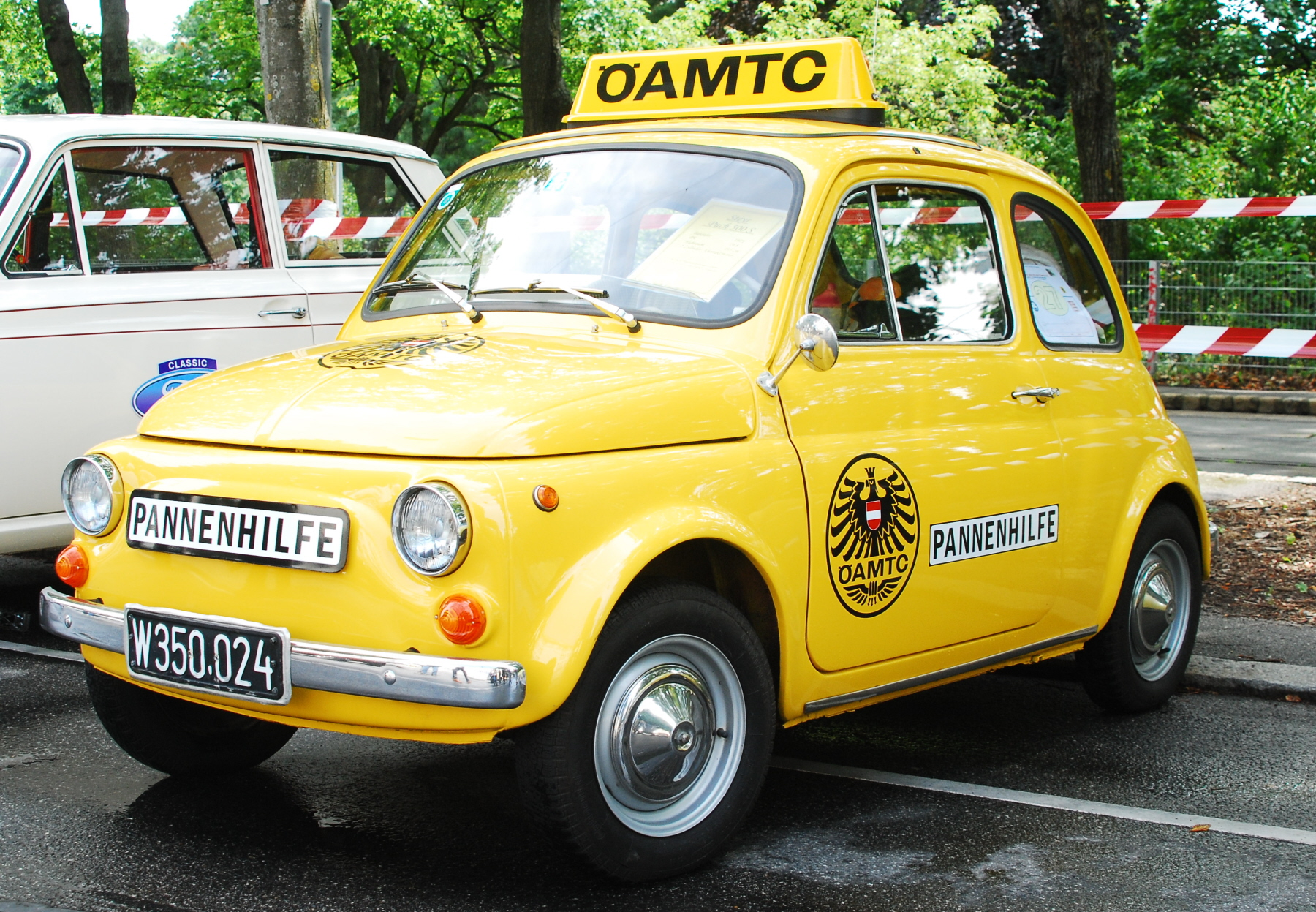
A Sárga Angyalok ilyen kocsikkal kezdték magyarországi szolgáltatásukat

Magyarországon a Magyar Autóklub által 1963 óta működtetett Sárga Angyalok közúti segélyszolgálat számára az első években az osztrák ÖAMTC autóklubtól ilyen típusú használt kisautókat szereztek be.
A Münsterland – Tetthely filmsorozat néhány epizódjában Silke Haller, a Christine Ursprunguch által megformált szereplő Puch 500-ast vezet.

## Fordítás
Ez a szócikk részben vagy egészben  a   Puch 500 (Kleinwagen) című német Wikipédia-szócikk ezen változatának fordításán alapul.  Az eredeti cikk szerkesztőit annak laptörténete sorolja fel. Ez a jelzés csupán a megfogalmazás eredetét és a szerzői jogokat jelzi, nem szolgál a cikkben szereplő információk forrásmegjelöléseként.